# A Kaposvári Rákóczi FC 2006–2007-es szezonja
A Kaposvári Rákóczi FC 2006–2007-es szezonja szócikk a Kaposvári Rákóczi FC első számú férfi labdarúgócsapatának egy idényéről szól, mely sorozatban a 3., összességében pedig a 8. idénye a csapatnak a magyar első osztályban. A klub fennállásának ekkor volt a 83. évfordulója.

## Mérkőzések
| Színmagyarázat | Színmagyarázat |
| -------------- | -------------- |
|                | Győzelem.      |
|                | Döntetlen.     |
|                | Vereség.       |

### Borsodi Liga 2006–07

#### Őszi fordulók
| 1. forduló 2006. július 29. 20:00 |

| Kaposvári Rákóczi                      | 0 – 1               | Vasas                                                              |
| -------------------------------------- | ------------------- | ------------------------------------------------------------------ |
| Szakály 3' Vasiljević 47' Andruskó 69' | (0 – 0) Jegyzőkönyv | Tóth 60' Németh 28' Mogyoróssy 32′ Pandur 68' Németh 85' Lázok 89' |

| Rákóczi Stadion, Kaposvár Nézőszám: 2 000 Játékvezető: Mészáros István (magyar) |

| 2. forduló 2006. augusztus 5. 20:00 |

| Budapest Honvéd                                          | 2 – 2               | Kaposvári Rákóczi       |
| -------------------------------------------------------- | ------------------- | ----------------------- |
| Dobos 21' (11-esből) Disztl 72' Bila 11' Budovinszky 76' | (1 – 1) Jegyzőkönyv | Vasiljević 39' Grúz 80' |

| Béke téri stadion, Budapest Nézőszám: 1 000 Játékvezető: Megyebíró János (magyar) |

| 3. forduló 2006. augusztus 19. 19:00 |

| Dunakanyar-Vác          | 0 – 1               | Kaposvári Rákóczi                 |
| ----------------------- | ------------------- | --------------------------------- |
| Palásthy 30' Kovács 32' | (0 – 0) Jegyzőkönyv | Szakály 47' Zahorecz 19' Grúz 50' |

| Ligeti Stadion, Vác Nézőszám: 1 000 Játékvezető: Solymosi Péter (magyar) |

| 4. forduló 2006. augusztus 25. 19:00 |

| Kaposvári Rákóczi                     | 1 – 2               | Debreceni VSC                                                        |
| ------------------------------------- | ------------------- | -------------------------------------------------------------------- |
| Andruskó 55' Grúz 33' Kovácsevics 57' | (0 – 1) Jegyzőkönyv | Bogdanović 15' Kiss 87' Bernáth 47' Virág 51' Sidibe 55' Hegedűs 86' |

| Rákóczi Stadion, Kaposvár Nézőszám: 2 800 Játékvezető: Vad II. István (magyar) |

| 5. forduló 2006. szeptember 9. 16:30 |

| FC Tatabánya                                  | 4 – 2               | Kaposvári Rákóczi                       |
| --------------------------------------------- | ------------------- | --------------------------------------- |
| Kouemaha 27' Megyesi 44' Vámosi 48' Hajdú 57' | (2 – 0) Jegyzőkönyv | André Alves 59' Zahorecz 74' (11-esből) |

| Városi Stadion, Tatabánya Nézőszám: 2 500 Játékvezető: Andó-Szabó Sándor (magyar) |

| 6. forduló 2006. szeptember 16. 19:00 |

| Kaposvári Rákóczi                                                              | 1 – 0               | FC Fehérvár   |
| ------------------------------------------------------------------------------ | ------------------- | ------------- |
| Zahorecz 15' (11-esből) Šuljić 16' Andruskó 28' Kovácsevics 52' Vasiljević 78′ | (1 – 0) Jegyzőkönyv | Csizmadia 83' |

| Rákóczi Stadion, Kaposvár Nézőszám: 1 500 Játékvezető: Bede Ferenc (magyar) |

| 7. forduló 2006. szeptember 23. 19:00 |

| MTK Budapest                   | 2 – 0               | Kaposvári Rákóczi               |
| ------------------------------ | ------------------- | ------------------------------- |
| Kanta 42' Bori 50' Horváth 90' | (1 – 0) Jegyzőkönyv | Šuljić 44' Petrók 60' Varga 69' |

| Hidegkuti Nándor Stadion, Budapest Nézőszám: 1 000 Játékvezető: Vad II. István (magyar) |

| 8. forduló 2006. szeptember 30. 18:00 |

| Kaposvári Rákóczi                         | 1 – 2               | Diósgyőr                                                 |
| ----------------------------------------- | ------------------- | -------------------------------------------------------- |
| André Alves 75' Zahorecz 9' Grúz 65′, 69′ | (0 – 0) Jegyzőkönyv | Szögedi 52' Kéthévoama 90+3' 81' Farkas 15' Buz 45′, 47′ |

| Rákóczi Stadion, Kaposvár Nézőszám: 2 000 Játékvezető: Szarka Zoltán (magyar) |

| 9. forduló 2006. október 14. 15:00 |

| Győri ETO                                                    | 3 – 1               | Kaposvári Rákóczi                                     |
| ------------------------------------------------------------ | ------------------- | ----------------------------------------------------- |
| Mátyus 6' (11-esből) Bajzát 15' Tóth 65' Dudás 35' Varga 66′ | (2 – 0) Jegyzőkönyv | André Alves 67' Vasiljević 32' Kozmer 41' Venczel 79' |

| Nádorvárosi Stadion, Győr Nézőszám: 1 500 Játékvezető: Bognár Tamás (magyar) |

| 10. forduló 2006. október 23. 18:00 |

| Kaposvári Rákóczi                   | 1 – 0               | Újpest                         |
| ----------------------------------- | ------------------- | ------------------------------ |
| Szakály 45' Grúz 55' Vasiljević 60' | (1 – 0) Jegyzőkönyv | Sándor 43' Vermes 70' Tóth 81' |

| Rákóczi Stadion, Kaposvár Nézőszám: 3 000 Játékvezető: Andó-Szabó Sándor (magyar) |

| 11. forduló 2006. október 28. 14:30 |

| Rákospalotai EAC               | 1 – 1               | Kaposvári Rákóczi              |
| ------------------------------ | ------------------- | ------------------------------ |
| Torma 40' Sallai 57' Makra 76' | (1 – 0) Jegyzőkönyv | Oláh 89' Petrók 37' Maróti 89′ |

| Budai II László Stadion, Budapest Nézőszám: 800 Játékvezető: Török Károly (magyar) |

| 12. forduló 2006. november 4. 17:00 |

| Kaposvári Rákóczi                                      | 3 – 1               | Zalaegerszegi TE                  |
| ------------------------------------------------------ | ------------------- | --------------------------------- |
| Oláh 6' 42' André Alves 70' Kovácsevics 38' Šuljić 60' | (2 – 0) Jegyzőkönyv | Waltner 69' Sebők J. 32' Tóth 72' |

| Rákóczi Stadion, Kaposvár Nézőszám: 1 000 Játékvezető: Arany Tamás (magyar) |

| 13. forduló 2006. november 11. 17:00 |

| FC Sopron                                      | 1 – 0               | Kaposvári Rákóczi     |
| ---------------------------------------------- | ------------------- | --------------------- |
| Feczesin 38' Horváth 34' Demjén 59' Bagoly 89' | (1 – 0) Jegyzőkönyv | Andruskó 82' Oláh 87′ |

| Káposztás utcai Stadion, Sopron Nézőszám: 2 000 Játékvezető: Gergely Sándor (magyar) |

| 14. forduló 2006. november 18. 16:00 |

| Kaposvári Rákóczi                                          | 1 – 2               | Pécsi MFC                                                               |
| ---------------------------------------------------------- | ------------------- | ----------------------------------------------------------------------- |
| Venczel 76' Varga 17' Zahorecz 29' Radics 37' Petrók 90+1′ | (0 – 0) Jegyzőkönyv | Kulcsár 56' 58' (11-esből) 90+2' Balaskó 23' Pavičević 28' Dienes 90+3' |

| Rákóczi Stadion, Kaposvár Nézőszám: 2 000 Játékvezető: Kassai Viktor (magyar) |

| 15. forduló 2006. november 25. 13:00 |

| Paksi FC                | 1 – 0               | Kaposvári Rákóczi                |
| ----------------------- | ------------------- | -------------------------------- |
| Belényesi 20' Fehér 68' | (1 – 0) Jegyzőkönyv | Vasiljević 69' André Alves 90+1' |

| Fehérvári úti stadion, Paks Nézőszám: 1 000 Játékvezető: Iványi Zoltán (magyar) |

| 16. forduló 2006. december 2. 15:00 |

| Vasas                                              | 1 – 0               | Kaposvári Rákóczi                       |
| -------------------------------------------------- | ------------------- | --------------------------------------- |
| Lázok 61' Pintér 45' Nagy 63' Kiss 71' Skita 90+3' | (0 – 0) Jegyzőkönyv | Grúz 39' Zahorecz 74' Kovácsevics 90+3′ |

| Illovszky Rudolf Stadion, Budapest Nézőszám: 400 Játékvezető: Solymosi Péter (magyar) |

| 17. forduló 2006. december 8. 17:00 |

| Kaposvári Rákóczi                                               | 1 – 2               | Budapest Honvéd                  |
| --------------------------------------------------------------- | ------------------- | -------------------------------- |
| André Alves 45' Šuljić 6' Andruskó 29' Szakály 68' Zahorecz 76' | (1 – 1) Jegyzőkönyv | Disztl 10' 81' Koós 57' Zana 60' |

| Rákóczi Stadion, Kaposvár Nézőszám: 2 000 Játékvezető: Bede Ferenc (magyar) |

#### Tavaszi fordulók
| 18. forduló 2007. február 24. 15:00 |

| Kaposvári Rákóczi                           | 3 – 0               | Dunakanyar-Vác |
| ------------------------------------------- | ------------------- | -------------- |
| Oláh 21' 77' André Alves 31' 40' Maróti 62' | (2 – 0) Jegyzőkönyv | Palásthy 66'   |

| Rákóczi Stadion, Kaposvár Nézőszám: 2 500 Játékvezető: Gaál Gyöngyi (magyar) |

| 19. forduló 2007. március 5. 18:00 |

| Debreceni VSC                                 | 1 – 0               | Kaposvári Rákóczi    |
| --------------------------------------------- | ------------------- | -------------------- |
| Sidibe 71' Leandro 58' Kiss 76' Dzsudzsák 90' | (0 – 0) Jegyzőkönyv | Oláh 20' Bozović 29' |

| Oláh Gábor utcai stadion, Debrecen Nézőszám: 7 000 Játékvezető: Fábián Mihály (magyar) |

| 20. forduló 2007. március 10. 16:00 |

| Kaposvári Rákóczi                                             | 4 – 0               | FC Tatabánya                        |
| ------------------------------------------------------------- | ------------------- | ----------------------------------- |
| Vasiljević 8' Szakály 18' André Alves 71' Oláh 83' Maróti 61' | (2 – 0) Jegyzőkönyv | Szilágyi 13' Vámosi 50' Kerényi 54' |

| Rákóczi Stadion, Kaposvár Nézőszám: 1 500 Játékvezető: Iványi Zoltán (magyar) |

| 21. forduló 2007. március 17. 16:00 |

| FC Fehérvár                       | 1 – 2               | Kaposvári Rákóczi                                             |
| --------------------------------- | ------------------- | ------------------------------------------------------------- |
| Horváth 55' (11-esből) Kuttor 59′ | (0 – 0) Jegyzőkönyv | Zahorecz 60' (11-esből) Oláh 66' Ribi 23' Grúz 62' Petrók 88' |

| Sóstói Stadion, Székesfehérvár Nézőszám: 1 200 Játékvezető: Andó-Szabó Sándor (magyar) |

| 22. forduló 2007. március 31. 16:00 |

| Kaposvári Rákóczi                                     | 1 – 0               | MTK Budapest                     |
| ----------------------------------------------------- | ------------------- | -------------------------------- |
| André Alves 43' Kovácsevics 67' Mező 75′ Maróti 90+1' | (1 – 0) Jegyzőkönyv | Pintér 62' Horváth 83' Urbán 88' |

| Rákóczi Stadion, Kaposvár Nézőszám: 3 500 Játékvezető: Gergely Sándor (magyar) |

| 23. forduló 2007. április 7. 17:00 |

| Diósgyőr                  | 1 – 1               | Kaposvári Rákóczi                        |
| ------------------------- | ------------------- | ---------------------------------------- |
| Kéthévoama 32' Katona 80' | (1 – 1) Jegyzőkönyv | André Alves 28' Zahorecz 18' Szakály 78' |

| DVTK-stadion, Miskolc Nézőszám: 4 500 Játékvezető: Vad II. István (magyar) |

| 24. forduló 2007. április 14. 17:00 |

| Kaposvári Rákóczi     | 2 – 1               | Győri ETO                              |
| --------------------- | ------------------- | -------------------------------------- |
| Oláh 47' 50' Ribi 80′ | (0 – 1) Jegyzőkönyv | Varga 1' Müller 33' Dudás 36' Jäkl 72' |

| Rákóczi Stadion, Kaposvár Nézőszám: 2 000 Játékvezető: Bede Ferenc (magyar) |

| 25. forduló 2007. április 21. 18:00 |

| Újpest   | 0 – 0               | Kaposvári Rákóczi                  |
| -------- | ------------------- | ---------------------------------- |
| Erős 77' | (0 – 0) Jegyzőkönyv | Maróti 54' Petrók 86' Zahorecz 86' |

| Szusza Ferenc Stadion, Budapest Nézőszám: 4 324 Játékvezető: Bognár Tamás (magyar) |

| 26. forduló 2007. április 28. 18:00 |

| Kaposvári Rákóczi                                             | 3 – 1               | Rákospalotai EAC          |
| ------------------------------------------------------------- | ------------------- | ------------------------- |
| Oláh 53' Vasiljević 66' 69' Maróti 54' Bozović 80' Petrók 81' | (0 – 1) Jegyzőkönyv | Somorjai 16' Schrancz 72' |

| Rákóczi Stadion, Kaposvár Nézőszám: 3 000 Játékvezető: Solymosi Péter (magyar) |

- A jegyzőkönyvből nem derülnek ki a gólszerzők.

| 27. forduló 2007. május 7. 18:00 |

| Zalaegerszegi TE                                                  | 2 – 1               | Kaposvári Rákóczi              |
| ----------------------------------------------------------------- | ------------------- | ------------------------------ |
| Waltner 33' Ljubojević 40' 81' Dianu 60′ Ludánszki 65' Besnik 88' | (2 – 1) Jegyzőkönyv | Zahorecz 12' Mező 35' Grúz 86' |

| ZTE Aréna, Zalaegerszeg Nézőszám: 2 800 Játékvezető: Pánczél Krisztián (magyar) |

- A jegyzőkönyvből nem derülnek ki a gólszerzők.

| 28. forduló 2007. május 12. 18:00 |

| Kaposvári Rákóczi                       | 2 – 2               | FC Sopron                                                 |
| --------------------------------------- | ------------------- | --------------------------------------------------------- |
| Vasiljević 3' Pintér 88' 71' Petrók 76' | (1 – 1) Jegyzőkönyv | Magasföldi 7' Demjén 89' (11-esből) Ibrić 75' Cigan 90+2' |

| Rákóczi Stadion, Kaposvár Nézőszám: 2 000 Játékvezető: Sápi Csaba (magyar) |

| 29. forduló 2007. május 19. 19:00 |

| Pécsi MFC                                                     | 2 – 3               | Kaposvári Rákóczi                                             |
| ------------------------------------------------------------- | ------------------- | ------------------------------------------------------------- |
| Sztipánovics 4' Lukács 43' Pest 36' Szabados 55' Szekeres 72' | (2 – 0) Jegyzőkönyv | Oláh 48' Vasiljević 52' 74' (11-esből) Szakály 79' Maróti 86' |

| PMFC Stadion, Pécs Nézőszám: 1 600 Játékvezető: Vad II. István (magyar) |

| 30. forduló 2007. május 26. 18:00 |

| Kaposvári Rákóczi                   | 2 – 0               | Paksi FC   |
| ----------------------------------- | ------------------- | ---------- |
| Oláh 77' André Alves 84' Petrók 26' | (0 – 0) Jegyzőkönyv | Tamási 88' |

| Rákóczi Stadion, Kaposvár Nézőszám: 2 000 Játékvezető: Gergely Sándor (magyar) |

#### A bajnokság végeredménye
| #  | Csapat            | J  | Gy | D  | V  | Rg | Kg | Gk  | P  | Megjegyzés      |
| -- | ----------------- | -- | -- | -- | -- | -- | -- | --- | -- | --------------- |
| 1  | Debreceni VSC     | 30 | 22 | 3  | 5  | 63 | 21 | +42 | 69 | Bajnokok ligája |
| 2  | MTK Budapest      | 30 | 19 | 4  | 7  | 61 | 33 | +28 | 61 | UEFA-kupa       |
| 3  | Zalaegerszegi TE  | 30 | 17 | 4  | 9  | 54 | 38 | +16 | 55 |                 |
| 4  | Újpest            | 30 | 15 | 4  | 11 | 39 | 32 | +7  | 46 | [ 3 ]           |
| 5  | Vasas             | 30 | 13 | 6  | 11 | 43 | 41 | +2  | 45 |                 |
| 6  | FC Fehérvár       | 30 | 13 | 5  | 12 | 45 | 43 | +2  | 44 |                 |
| 7  | Kaposvári Rákóczi | 30 | 12 | 5  | 13 | 40 | 36 | +4  | 41 |                 |
| 8  | Budapest Honvéd   | 30 | 11 | 8  | 11 | 48 | 43 | +5  | 41 | UEFA-kupa       |
| 9  | Diósgyőr          | 30 | 11 | 5  | 14 | 40 | 52 | -12 | 38 |                 |
| 10 | FC Sopron         | 30 | 11 | 4  | 15 | 33 | 46 | -13 | 37 |                 |
| 11 | Paksi FC          | 30 | 10 | 7  | 13 | 34 | 38 | -4  | 37 |                 |
| 12 | FC Tatabánya      | 30 | 11 | 3  | 16 | 46 | 58 | -12 | 36 |                 |
| 13 | Győri ETO         | 30 | 9  | 8  | 13 | 37 | 43 | -6  | 35 |                 |
| 14 | Rákospalotai EAC  | 30 | 9  | 7  | 14 | 42 | 55 | -13 | 34 |                 |
| 15 | Pécsi MFC         | 30 | 7  | 12 | 11 | 31 | 41 | -10 | 33 | Kieső           |
| 16 | Dunakanyar-Vác    | 30 | 4  | 7  | 19 | 21 | 57 | -36 | 19 | Kieső           |

1. ↑  A Bajnokok Ligája selejtezőjének második körébe jut
2. ↑  Az UEFA-kupa selejtezőjének első fordulójába jut
3. ↑  az Újpest FC 3 pont levonást kapott
4. ↑  Az UEFA-kupa selejtezőjének első fordulójába jut (Magyar Kupa győztesként)

#### Eredmények összesítése
Az alábbi táblázatban összesítve szerepelnek a Kaposvári Rákóczi FC 2006/07-es bajnokságban elért eredményei.
| Ősz/tavasz (forduló)    | Otthon | Otthon | Otthon | Otthon | Otthon | Otthon | Otthon | Idegenben | Idegenben | Idegenben | Idegenben | Idegenben | Idegenben | Idegenben |
| Ősz/tavasz (forduló)    | M      | GY     | D      | V      | LG–KG  | GK     | P      | M         | GY        | D         | V         | LG–KG     | GK        | P         |
| ----------------------- | ------ | ------ | ------ | ------ | ------ | ------ | ------ | --------- | --------- | --------- | --------- | --------- | --------- | --------- |
| Őszi szezon (1–15.)     | 8      | 3      | 0      | 5      | 9–10   | –1     | 9      | 9         | 1         | 2         | 6         | 7–15      | –8        | 5         |
| Tavaszi szezon (16–30.) | 7      | 6      | 1      | 0      | 17–4   | +13    | 19     | 6         | 2         | 2         | 2         | 7–7       | 0         | 8         |
| Összesen (1–30.)        | 15     | 9      | 1      | 5      | 26–14  | +12    | 28     | 15        | 3         | 4         | 8         | 14–22     | –8        | 13        |

#### Helyezések fordulónként
| Forduló  | 1  | 2  | 3  | 4  | 5  | 6  | 7  | 8  | 9  | 10 | 11 | 12 | 13 | 14 | 15 | 16 | 17 | 18 | 19 | 20 | 21 | 22 | 23 | 24 | 25 | 26 | 27 | 28 | 29 | 30 |
| -------- | -- | -- | -- | -- | -- | -- | -- | -- | -- | -- | -- | -- | -- | -- | -- | -- | -- | -- | -- | -- | -- | -- | -- | -- | -- | -- | -- | -- | -- | -- |
| Helyszín | O  | I  | I  | O  | I  | O  | I  | O  | I  | O  | I  | O  | I  | O  | I  | I  | O  | O  | I  | O  | I  | O  | I  | O  | I  | O  | I  | O  | I  | O  |
| Eredmény | V  | D  | GY | V  | V  | GY | V  | V  | V  | GY | D  | GY | V  | V  | V  | V  | V  | GY | V  | GY | GY | GY | D  | GY | D  | GY | V  | D  | GY | GY |
| Helyezés | 11 | 12 | 8  | 12 | 13 | 8  | 10 | 13 | 13 | 12 | 12 | 11 | 12 | 13 | 14 | 15 | 15 | 15 | 15 | 14 | 12 | 12 | 12 | 9  | 9  | 7  | 9  | 9  | 8  | 7  |

Helyszín: O = Otthon; I = Idegenben. Eredmény: GY = Győzelem; D = Döntetlen; V = Vereség.

### Magyar kupa
4. forduló
| 2006. október 18. 14:30 |

| Csesztreg  | 0 – 3       | Kaposvári Rákóczi                             |
| ---------- | ----------- | --------------------------------------------- |
| Pilisi 77' | Jegyzőkönyv | André Alves Vasiljević Maróti 11' Szakály 58' |

|  |

Nyolcaddöntő
| 2006. november 8. 18:00 |

| Budapest Honvéd               | 1 – 1       | Kaposvári Rákóczi             |
| ----------------------------- | ----------- | ----------------------------- |
| Hercegfalvi 28' Schindler 65' | Jegyzőkönyv | Oláh Kovácsevics 45' Grúz 54' |

| Bozsik József Stadion, Budapest |

| 2006. november 22. 17:00 |

| Kaposvári Rákóczi            | 0 – 4       | Budapest Honvéd                                                          |
| ---------------------------- | ----------- | ------------------------------------------------------------------------ |
| Kozmer 34′, 58′ Zahorecz 78′ | Jegyzőkönyv | Kovácsevics ög' Dobos Hercegfalvi 78′ Genito 45' Pomper 71' Mészáros 78' |

| Rákóczi Stadion, Kaposvár |